# Шмонін Іван Омелянович
Іва́н Омеля́нович Шмо́нін (1916—2002) — радянський військовик, учасник Другої світової війни, почесний громадянин Бердичева.

## Життєпис
Народився 1916 року в Пензенській губернії у селянській родині.
З червня 1941-го — учасник німецько-радянської війни. Воював у складі 85-ї важкої гаубичної артилерійської бригади — на 1-му та 2-му Білоруських, Брянському та Прибалтійському фронтах.
У січні 1944 року брав участь у звільненні Бердичева від нацистів.
Закінчення війни зустрів в лавах РА у травні 1945 року. 1946 року переїхав до Бердичева, де протягом 1946—1972 років. 1972 року вийшов на пенсію.
З дружиною Фєліксою[джерело?] виховали сина,є троє онуків. Від середини 1980-х років стає активним учасником ветеранського руху, входив до складу президії міської ради ветеранів; як інвалід війни обирався на посаду голови ради інвалідів Другої світової війни міста Бердичева. Займався вирішенням нагальних питань забезпечення інвалідів необхідними медикаментами та щодо надання їм медичної допомоги.
Помер 8 листопада 2002 року у Бердичеві, похований на центральній алеї міського кладовища, сектор почесних поховань.

### Нагороди та вшанування
- нагороджений 12 медалями та 4 бойовими орденами
- почесний громадянин Бердичева (рішення міської ради від 20 квітня 1998 року № 184)